# Clytonée, Halios et Laodamas
Dans la mythologie grecque, Clytonée, Halios et Laodamas (en grec ancien Κλυτόνηος / Klutónêos, Ἅλιός / Háliós et Λαοδάμας / Laodámas) sont trois frères, fils d'Alcinoos et d'Arété et frères de Nausicaa. Ils sont brièvement mentionnés dans l’Odyssée, où Clytonée s'illustre à la course devant ses frères, lors de jeux donnés en l'honneur d'Ulysse.